# Barry Heins
Barry Heins est un acteur américain né le 5 décembre 1956 à El Paso, Texas (États-Unis).

## Filmographie
- 1985 : Brass (TV) : Swidon
- 1986 : Petite annonce pour grand amour (Classified Love) (TV) : Harry
- 1987 : Dottie (TV) : Chris
- 1987 : Baby Boom : Yuppie Husband
- 1990 : Family of Spies (TV) : Rafferty
- 1994 : Fear of a Black Hat (en) de Rusty Cundieff : Marty Rabinow
- 1997 : Piégée (Laws of Deception) : Atty. Morris Harland